# Schiller Hotel

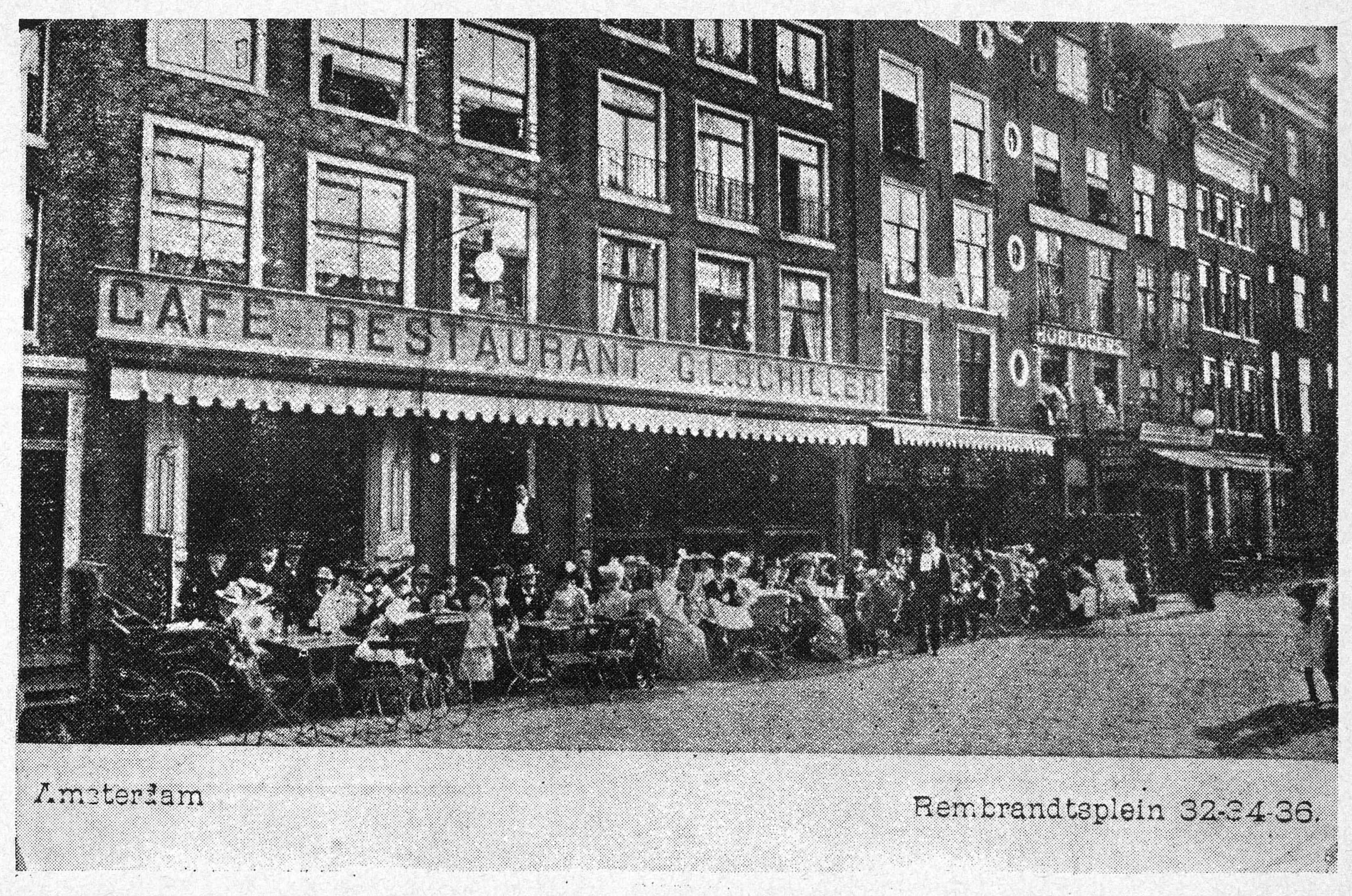
Het eerste café-restaurant Schiller aan het Rembrandtplein, begin 20e eeuw

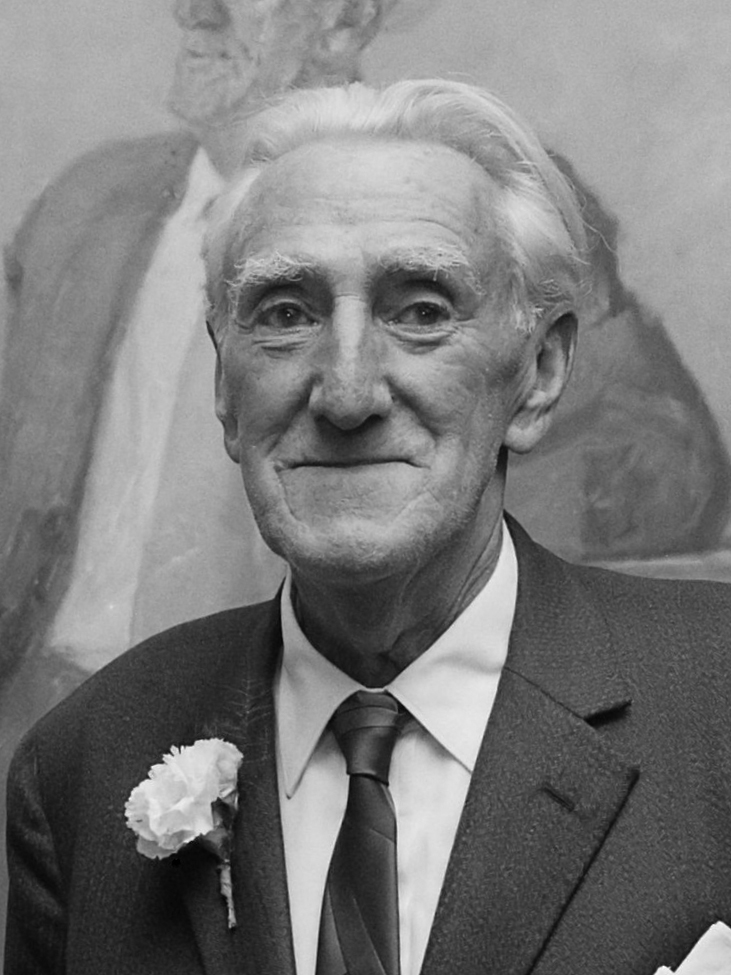
Frits Schiller (1886-1971) in 1966

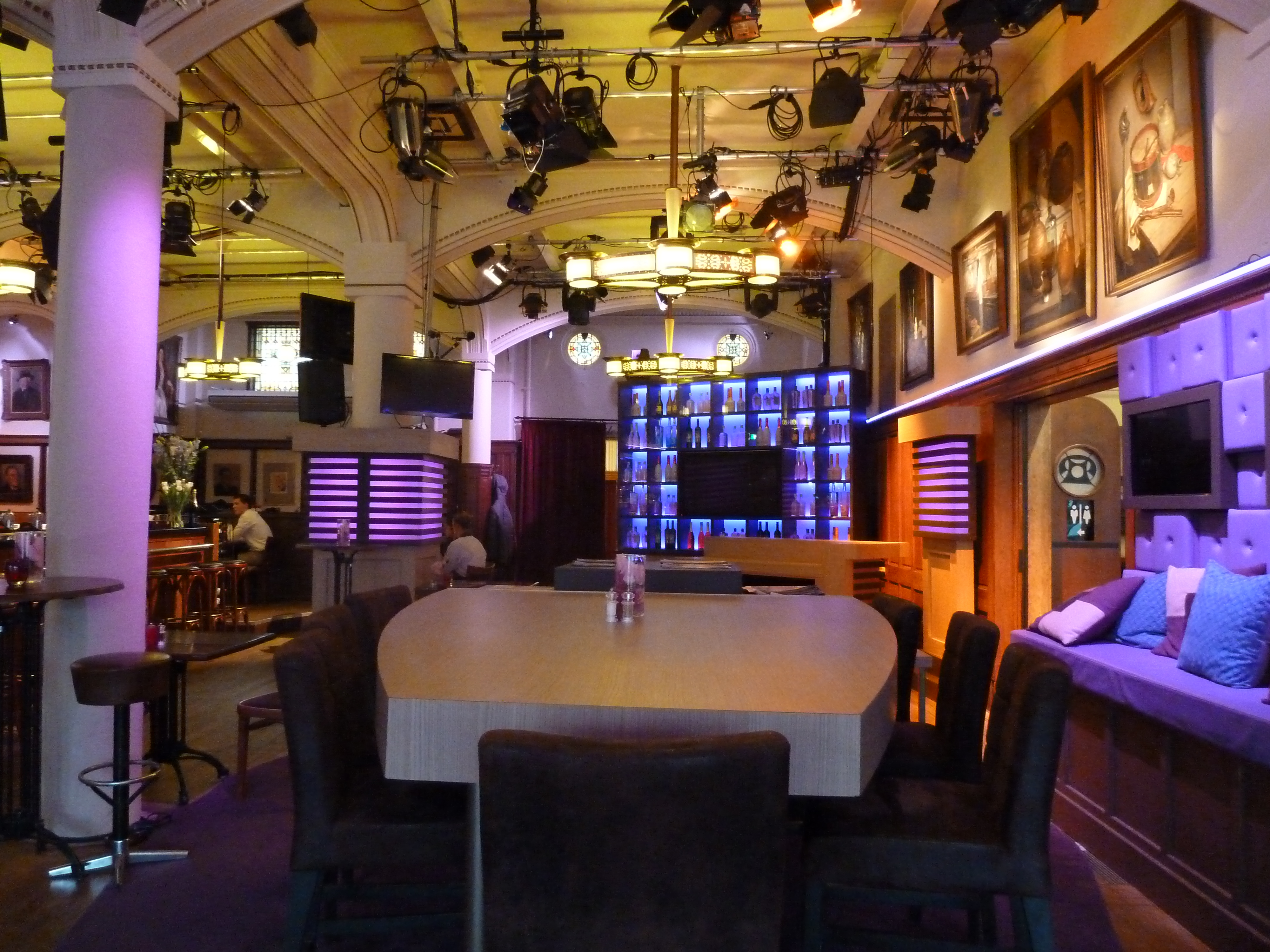
De voormalige opstelling van RTL Late Night in Brasserie Schiller

Het Schiller Hotel (officiële naam NH Schiller) is een viersterrenhotel aan het Rembrandtplein in de binnenstad van Amsterdam. Het hotel behoort tot de serie grand hotels, die in de zogenaamde "Tweede Gouden Eeuw" van Amsterdam tot stand zijn gekomen. Het huidige pand werd geopend in 1913 en in 2001 aangewezen als Rijksmonument.

## Geschiedenis
In 1886 opende George Schiller, vader van Frits Schiller en eigenaar van een bierbrouwerij, een etablissement aan het Damrak. In 1892 gingen de zaken zo goed dat er een tweede vestiging aan het Rembrandtplein werd geopend. Na het overlijden van George Schiller in 1907 werd het hotel voortgezet door zijn 3 kinderen Frits, Hein en Elsa. In 1912 namen zij het initiatief om een nieuw hotel te bouwen. Hiertoe werden de panden Rembrandtplein nrs. 28-32 aangekocht. Het nieuwe hotel café-restaurant Schiller, ontworpen door de architecten M.J.E. Lippits en N.H. W. Scholte, werd op 6 augustus 1913 geopend. In 1921 of 1922 kwam in het naastgelegen pand op nummer 24A nog een hotelbar met een aparte ingang.
Frits Schiller (1886-1971) was zelf eveneens een gevierd kunstenaar. Door zijn vrienden werd hij dan ook 'de grootste schilder onder de hoteliers en de grootste hotelier onder de schilders' genoemd. In de portrettenzaal van Brasserie Schiller zijn vele van zijn vrienden, die regelmatig met elkaar om de stamtafel in het Schiller zaten, terug te vinden.
In de jaren twintig en dertig was het Schiller hotel de 'place to be' voor artiesten en kunstenaars, de beau monde van die dagen. Ze kwamen er om te kijken én om gezien te worden. Tot dit artistieke publiek dat Frits Schiller om zich heen vergaarde, behoorden onder anderen de kunstschilders Jan Sluyters en George Hendrik Breitner, de toneelschrijver Herman Heijermans, de cabaretiers Nap en Fien de la Mar en Louis Davids.
Landelijke bekendheid kreeg het hotel door de moord op 26 november 1927 op Jean-Louis Pisuisse en diens vrouw Jenny Gilliams. Na een diner in een zaal van hotel Schiller werden de bekende cabaretier, tevens de eerste oorlogverslaggever van Nederland, en zijn vrouw in het plantsoen achter het standbeeld van Rembrandt doodgeschoten. De dader was Tjakko Kuiper, een jaloerse ex-minnaar van Jenny Gilliams, die vervolgens zelfmoord pleegde.
Tijdens de Tweede Wereldoorlog werd het hotel gevorderd door de Duitsers, die er militair personeel onderbrachten. De Schiller Bar bleef tijdens de bezetting wel geopend, maar de doorgang tussen de bar en het hotel werd afgesloten. Frits Schiller en zijn gezin woonden toen boven de bar. Na de oorlog was het hotel volledig uitgewoond en volgde ca. 1950 een algehele renovatie, waarbij ook de doorgang naar de bar weer geopend werd.
De familie Schiller verkocht het hotel in 1970 aan de N.V. Caransa en Co. en samen met het Caransa Hotel en het Doelen Hotel werd het Schiller Hotel in maart 1996 overgenomen door de Krasnapolsky Group. Vervolgens werd het hotel in november 1996 gesloten voor een grondige renovatie, waarbij oorspronkelijke details en interieurstukken werden teruggebracht. Tegelijk werd het restaurant vervangen door een brasserie. Op 27 juni 1997 werd het hotel weer heropend in de sfeer van de beginjaren.
Na de fusie tussen Krasnapolsky en het Spaanse NH Hoteles in het jaar 2000, ging het hotel verder onder de naam NH Schiller. De hotelbar ging hierna zelfstandig verder als Café Schiller.

## Interieur
NH Schiller is door zijn rijkdom aan kunstwerken praktisch als een klein museum te beschouwen. Frits Schiller heeft een omvangrijke kunstcollectie, bestaande uit ruim 350 originele kunstwerken, nagelaten. De kunstcollectie is rijk in omvang en kwaliteit, maar ook in variëteit uniek. Naast portretten schilderde Frits Schiller stillevens, landschappen en stadsgezichten van Amsterdam. Alle werken hangen permanent ten toon in het hotel.
Het interieur van het hotel ademt, ondanks alle modernisering, nog een vooroorlogse sfeer. Het is een combinatie van late jugendstil, art deco en modernistische elementen. In het trappenhuis met de oorspronkelijke smeedijzeren leuning is een tegeltableau ingemetseld. Het hotelpersoneel had dit destijds aangeboden ter gelegenheid van het 25-jarig bestaan van Schiller aan het Rembrandtplein.
Het restaurant heeft, net als vroeger, houten zittingen rondom de negen betonnen kolommen die het plafond dragen. De lampen zijn voorzien van koperen art deco armaturen. De achterruimtes worden in beslag genomen door een leeszaal en een biljartzaal die licht ontvangen via een glazen koepeldak. De muren van deze ruimtes werden in 1923 door de schilder Max Nauta van spreuken voorzien.
Later opereerde het restaurant onder de naam Brasserie Schiller. Van 2014 t/m 2018 werd hier het praatprogramma RTL Late Night dagelijks live opgenomen. In februari 2019 werd de brasserie door Ferry van Houten van restaurant Het Bosch omgevormd tot een nieuwe, zelfstandige zaak onder de naam The Gaia.

## Hoorspel
Er bestaat ook een hoorspel over het hotel. Palentino Media produceerde voor de VPRO het achtdelige hoorspel Hotel Schiller. Het door Marjolein Bierens geschreven en geregiseerde hoorspel behandelt de periode van het interbellum en werd uitgezonden in 2018.